# Русская Поляна (Еврейская автономная область)
Ру́сская Поля́на (евр.(идиш) רוסישע לאָנקע Р`усише-Л`онке)— село в Биробиджанском районе Еврейской автономной области России. Входит в состав Найфельдского сельского поселения.

## География
Село находится на левом берегу реки Бира, на расстоянии 23 км к юго-востоку от села Найфельд, центра сельского поселения, и 56 км к юго-востоку от города Биробиджан, административного центра района и области.

## Население
| 1917 | 1924 | 1992 | 2002 | 2010 |
| ---- | ---- | ---- | ---- | ---- |
| 147  | ↘118 | ↗124 | ↗138 | ↘98  |

## Улицы
В селе имеются две улицы: Центральная и Школьная.

## Экономика
Основа экономики — сельское хозяйство.

## Транспорт
Дорога к селу Русская Поляна идёт на юго-восток от Биробиджана через сёла Птичник, Валдгейм, Найфельд и Петровка.
На юг от села Русская Поляна идут служебные дороги к российско-китайской границе, до левого берега реки Амур около 20 км.